# Henry Corbould
Henry Corbould (født 1787 i London, død 9. december 1844 i Robertsbridge) var en engelsk maler. Han var far til Edward Henry Corbould.
Corbould var elev af faderen, portræt- og landskabsmaleren Richard Corbould (1757-1831). Han uddannedes tillige på Londons Akademi og malede i begyndelsen historiebilleder med klassiske emner. Det var dog først som tegner, han slog igennem; dels udførte han talrige illustrationer for bøger, tegningerne til Walter Scotts Lady of the lake etc. og fremstillinger af den antikke historie, dels nedlagde han et stort arbejde, der spændte over tredive år, i kopieringen af antikkerne i British Museum til gengivelse i stik. Hans dygtighed som tegner fik også anvendelse til gengivelse (ligeledes for stik) af kunstværker i adskillige privatmænds, hertugen af Bedfords og grev Egremonts, samlinger.